# Alexander Pavlenko
Alexander Pavlenko (* 1963 in Rjasan, Sowjetunion) ist ein deutsch-russischer Illustrator und Trickfilmzeichner. Er lebt in der Nähe von Frankfurt.

## Leben
Pavlenko studierte Kunst, Geschichte und Animation in Ryazan und Moskau. Danach arbeitete er für diverse Filmstudios sowie Medienunternehmen („Pilot“, „MultTeleFilm“) und illustrierte Science-Fiction- und Abenteuerromane, zuletzt auch Werke von E.T.A Hoffmann, Oscar Wilde und Nikolai Leskow. Seit 1992 lebt und arbeitet er in Deutschland. Seine Comics wurden in Deutschland, Frankreich, Japan, England und Russland publiziert. Zuletzt erschien von ihm und dem französischen Autor Camille de Toledo die Graphic Novel „Herzl – Eine Europäische Geschichte“. Darin beschäftigen sie sich mit dem Leben und Wirken des Erfinders des Zionismus, Theodor Herzl.

## Werke (Auswahl)
- Kiblitsky, Joseph; Pavlenko, Alexander; Kotscherinowski, Wladimir: Schattenspiel der Katharina der Großen. Verlag Kiblitksy, 2007, ISBN 978-3938051566.
- Hoffmann, E.T.A: Der goldene Topf. Illustriert von Alexander Pavlenko. Edition Faust, Frankfurt a. M. 2018, ISBN 978-3-945400-48-7.
- Wilde, Oscar: Lord Arthur Saviles Verbrechen. Eine Erzählung mit Illustrationen von Alexander Pavlenko. Edition Faust, Frankfurt a. M. 2018, ISBN 978-3-945400-20-3.
- de Toledo, Camille; Pavlenko, Alexander: Herzl – Eine europäische Geschichte. Suhrkamp, Berlin 2020, ISBN 978-3-633-54301-4 (französisch: Herzl – Une histoire européenne. 2018. Übersetzt von Eva Maria Thimme. Originalverlag: Denoël Graphic)
- Pavlenko, Alexander; Krauß, Jan: FAUST. Edition Faust, Frankfurt a. M. 2021, ISBN 978-3-945400-78-4.